# Hemisodorcus montivagus montivagus
Hemisodorcus montivagus montivagus  es una subespecie de coleóptero de la familia Lucanidae.

## Distribución geográfica
Habita en Amur, Corea, Japón y China.